# Čavusy
Čavusy (in bielorusso Чавусы?) è un comune della Bielorussia, situato nella regione di Mahilëŭ.